# Acid Jazz Records
Acid Jazz Records ist eine britische, unabhängige Plattenfirma mit Sitz in London, die das gleichnamige Plattenlabel Acid Jazz sowie einige Sublabels betreibt. Namensgeber ist das Acid-Jazz-Subgenre der Jazzmusik, für dessen Produktionen es am bekanntesten ist.

## Geschichte
Die Plattenfirma wurde 1987 von Eddie Piller und seinem DJ-Kollegen Gilles Peterson gegründet. Den ersten Labelvertrag mit Acid Jazz unterzeichnete die Band des Singer-Songwriters Rob Gallagher, Galliano, die dort noch im selben Jahr ihre erste Single Frederick Lies Still, die ein Sample von Curtis Mayfields Freddie’s Dead enthält, veröffentlichte. In seinen frühen Tagen veranstaltete das Label Clubnächte in Camdens Dingwalls und Sohos WAG mit Künstlern wie The Night Trains und A Man Called Adam.
Nachdem Mitbegründer Gilles Peterson 1989 Acid Jazz bereits wieder verließ und 1990 sein eigenes Label Talkin' Loud gründete, nahm Acid Jazz eine Reihe weiterer Künstler unter Vertrag, darunter The Brand New Heavies, die 1990 ihr gleichnamiges Debütalbum veröffentlichten, Corduroy, Mother Earth sowie Jamiroquai, die 1992 ihre Debütsingle When You Gonna Learn veröffentlichten. In den 1990er Jahren veröffentlichte das Label auch eine Reihe von Compilation-Alben, insbesondere die Totally-Wired-Reihe, die die Bandbreite der Einflüsse und Sounds innerhalb des Acid-Jazz-Genres abdeckte, sowie das, was zu dieser Zeit auf dem Label veröffentlicht wurde.
Mitte der 1990er Jahre kaufte Label-Chef Piller einen verfallenen Jazzclub, den er in einen Nachtclub namens Blue Note umbaute. Während der Club ursprünglich das Ziel hatte, die Musik des Plattenlabels zu promoten, baute er bald einen großen Ruf auf, war sieben Nächte in der Woche geöffnet und veranstaltete verschiedene Clubabende, darunter den des Metaheadz-Labelgründers Goldie. Nach der Schließung des Blue Note in den späten 1990er Jahren verlagerte das Label seinen Fokus etwas von der reinen Produktion von Acid-Jazz und ähnlichen Musikgenres hin zu Soul und Mod.
Mitte der 2000er Jahre wurde Andy Lewis unter Vertrag genommen und seine vom Northern Soul inspirierte Single Are You Trying To Be Lonely? mit Paul Weller am Gesang veröffentlicht. Das Label veröffentlichte auch die sogenannte „Rare Mod“-Serie, eine Sammlung seltener 7-Inch-Vinyl-EPs aus den 1960er Jahren, präsentiert in Bildhüllen, sowie begleitende Compilation-Alben.
In den 2010er Jahren nahm das Label weitere Künstler des zeitgenössischen Soul wie New Street Adventure und Men of North Country unter Vertrag, und auch der britische Schauspieler Matt Berry mit seinem Folk-Rock unterschrieb bei Acid Jazz Records. 2017 veröffentlichte das Label die bisher unveröffentlichte Single Positive Forces des Soulsängers Leroy Hutson sowie eine Anthologie dessen Arbeit. 2018 veröffentlichte Acid Jazz Records seine beiden beliebtesten Alben Hutson und Hutson II neu und produzierten eine kurze vierteilige Online-Dokumentation über ihn mit dem Titel Leroy Hutson: The Man!. 2018 veröffentlichen sie eine Jazz-Kompilation „Jazz on the Corner“ mit Songauswahlen von Eddie Piller und seinem Freund Martin Freeman, während Corduroy ihr erstes Album seit 18 Jahren mit dem Titel The Return of the Fabric Four herausbrachten. 2019 brachte das Label den Onlineradio-Sender Totally Wired Radio an den Start.

## Künstler
Mit Stand 2022 stehen folgende Künstler bei Acid Jazz unter Vertrag:
- Corduroy
- Disco Freaks
- Eddie Piller
- Graham Dee
- Laville
- Leroy Hutson
- Matt Berry
- Men of North Country
- New Street Adventure
- Night Trains
- Nimbus Sextet